# Backstreet’s Back
Backstreet’s Back (с англ. — «Парни с задворок вернулись») — второй студийный альбом американской поп-группы Backstreet Boys, мировой релиз которого состоялся 30 августа 1997 года. Альбом разошёлся тиражом более 14 млн. экземпляров по всему миру.

## Список композиций
Европейский вариант этого альбома считается основной версией.
Европа
1. Everybody (Backstreet’s Back) (Денниз Поп, Макс Мартин) — 3:44
2. As Long as You Love Me (Макс Мартин) — 3:40
3. All I Have to Give (Full Force) — 4:37
4. That's the way I like it (Денниз Поп, Макс Мартин, Херберт Кричлоу) — 3:40
5. 10 000 promises (Макс Мартин) — 4:00
6. Like a child («Fitz» Джеральд Скотт) — 5:05
7. Hey, Mr. DJ (keep playin' this song) (Тимми Аллен, Джолион Скиннер, Ларри «Rock» Кэмпбелл) — 4:25
8. Set adrift on memory bliss (Аттрелл Кордес, Гэри Кемп) — 3:40
9. That's what she said (Брайан Литтрелл) — 4:05
10. If you want it to be good girl (get yourself a bad boy) (Роберт Джон Ланж) — 4:47
11. If I don't have you (Гэри Бейкер, Уэйн Перри, Тимми Аллен) — 4:35

Канада
В канадскую версию первого альбома не была включена песня «Anywhere For You». Поэтому она вошла во второй альбом.
Япония
В японской версии четвёртым треком стала «Missing You», а последним — «Everybody (Matty’s Club Mix)».
Англия/Азия
В версии альбома для этих стран четвёртым треком стала «Missing You», а «All I Have To Give (Part 2 — The Conversation Mix)» — двенадцатым.
Рождественская версия
Базировалась на азиатском/английском варианте альбома, но к нему прилагался дополнительный диск с бонус-треками.
1. Christmas Time — 4:07
2. As Long as You Love Me (Unplugged Version) — 3:32
3. Quit Playing Games (With My Heart) (e-Smoove Vocal Mix) — 6:47

## Альбомные синглы
1. «Everybody (Backstreet’s Back)», 1997
2. «As Long as You Love Me», 1997
3. «All I Have to Give», 1998